# Michel Clodion

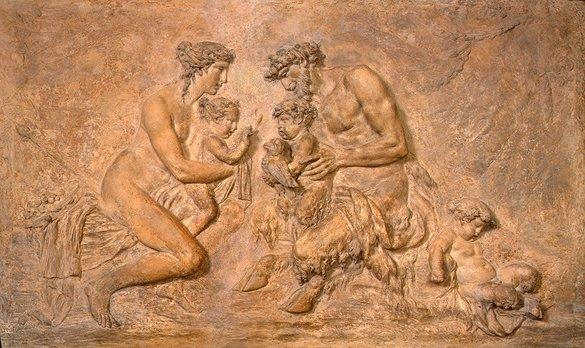
'Família del faune', relleu en terracotta per Claude Michel, c. 1785, National Gallery of Art, Washington, D. C.

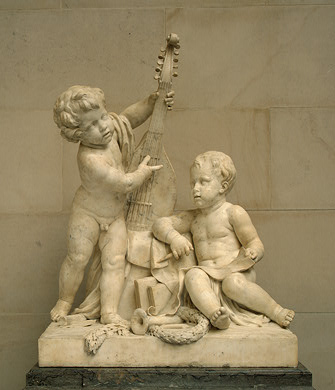
'Poesia i Música', per Claude Michel, 1774-1778, National Gallery of Art, Washington, D. C.

Claude Michel (20 de desembre de 1738 – 29 de març de 1814), conegut com a Clodion, va ser un escultor francès dins l'estil Rococó, especialitzat en obres en terracotta.

## Biografia
Va néixer a Nancy, França, d'Anne Adam i Thomas Michel, un escultor indiscutit. Anne era germana dels escultors Lambert-Sigisbert Adam i Francois Gaspard Adam. A Nancy i probablement a Lilla va passar els primers anys de la seva vida. En 1755 va arribar a París i va entrar al taller del seu oncle matern Lambert-Sigisbert Adam, un escultor establert. Va romandre quatre anys en aquest taller, i a la seva mort es va convertir en alumne de Jean-Baptiste Pigalle. El 1759 obté el gran premi per a l'escultura a la Académie Royale. El 1761 va obtenir la primera medalla d'argent per a estudis a partir de models. El 1762 va anar a Roma, on la seva activitat va ser considerable entre 1767 i 1771.
Caterina II de Rússia estava disposada a aconseguir la seva presència a Sant Petersburg, però va tornar a París. Entre els seus patrons, que eren molt nombrosos, hi havia el capítol de Rouen, els estats de Languedoc i la Direcció general. Les seves obres es van exposar freqüentment al saló. El 1782 es va casar amb Catherine Flore, una filla de l'escultor Augustin Pajou, que posteriorment va obtenir el divorci d'ell. L'agitació causada per la Revolució francesa va conduir Clodion en 1792 a Nancy, on va romandre fins a 1798, passant les seves energies en la decoració de les cases.
Entre les obres de Clodion es troben una estàtua de Montesquieu, una Cleòpatra moribunda i una xemeneia actualment al Museu Victoria i Albert (Londres). Un dels seus últims grups va representar Homer com un captaire sent expulsat pels pescadors (1810). Clodion va morir a París, en la vigília de la invasió de París per les forces de la Sisena Coalició.

## Obres
Entre les col·leccions públiques que posseeixen obres de Claude Michel hi ha: l'Art Institute of Chicago, el Bowes Museum (County Durham, Regne Unit), el Carnegie Museum of Art (Pittsburgh), El Cleveland Museum of Art, el Courtauld Institute of Art (Londres), el Currier Museum of Art (Nou Hampshire), el Detroit Institute of Arts, els Museus de Belles Arts de San Francisco, la Frick Collection (Nova York), el Getty Museum (Los Angeles), Museu d'Art d'Honolulu, Kimbell Art Museum (Fort Worth, Texas, Kunst Indeks Dinamarca, el Louvre (París, el Museu Metropolità d'Art, Museu Cognacq-Jay (París, el Museum of Fine Arts (Boston),  Musée des Beaux-Arts (Bordeus, Museu Boijmans Van Beuningen (Rotterdam),  Museu Nacional d'Art (Cluj-Napoca), la N Galeria Nacional d'Art de Armènia, la National Gallery of Art (Washington DC), el Museu Norton Simon (Pasadena, Califòrnia) i el Museu d'Art de Filadèlfia.